# Lombardok háborúja
A lombardok háborúja (1228–1242) egy polgárháború volt a Jeruzsálemi Királyság és a Ciprusi Királyság területén a „lombardok” (más néven a császárpártiak), II. Frigyes császár támogatói, főleg Lombardiából, és a helyi arisztokrácia között, akiket eleinte az Ibelinekek, később a Montfortok vezettek. A háború kirobbantó oka, az a provokáció volt, amit Frigyes gyakorolt, amikor régensként lépett a trónra, kiskorú fia, II. Konrád jeruzsálemi király helyett.

## Története
Frigyes Ciprus hűbérurának számított, mivel a Ciprus Királyság első királya 1197-ben apjától kapta a királyi címet. Továbbá Jeruzsálem királya lett felesége, II. Izabella jogán annak 1228-ban bekövetkezett haláláig. Ezt követően pedig fia volt a trón jog szerinti örököse, így Frigyes régensnek tekintette magát.
Frigyes 1228-ban érkezett először Ciprusra, ahol összetűzésbe került a helyi nemesekkel. A vetélkedő Ibelin és Barlais családok közül utóbbiakat támogatta, és megkísérelte háttérbe szorítani a még gyermek I. Henrik ciprusi király helyett a hatalmat gyakorló Ibelin baillikat, Fülöpöt majd Jánost, Bejrút urát. Ciprusról Jeruzsálembe ment, ahol 1229-ig tartózkodott, olyan fennhéjázó körülmények között, amelyek hamarosan egy császárellenes összeesküvést szültek.
Frigyes császár hazatérése után rendezte nyugati konfliktusait – így például kibékült a pápával – és figyelme ismét kelet felé fordult. 1231-ben Riccardo Filangierit nevezte ki marsalljának, akit 32 gályával többezres sereget élén a ciprusi és jeruzsálemi királyságokba küldött. Filangieri feladata az volt, hogy helyreállítsa a császár tekintélyét Ibelin Jánossal szemben, aki a régensséget gyakorolta Frigyes érkezéséig.
Filangieri először Ciprusra érkezett, és az Ibelinek száműzését követelte az ifjú Henriktől, aki visszautasította ezt. Ekkor Filangieri továbbhajózott a Jeruzsálemi Királyságba, és több várost elfoglalt, majd a legfelsőbb bírósággal elismertette Frigyestől kapott bailli kinevezését. Ibelini János kérésére Henrik úgy döntött, hogy a jeruzsálemiek segítségére siet: csapatuk 1232 február 25-én átkelt a tengeren. Óvatosságból arra kényszerítették a császárpárti Barlais Amalrikot, hogy tartson velük, ám Barlais hamarosan megszökött és a Filangieritől kapott támogatással, lombard csapatok élén visszatért Ciprusra. Amíg Ibelini János és Henrik király a császáriak elleni szövetség felépítésén munkálkodtak Barlais megszállta a szigetet. Szent Hilarión vára, akkori nevén Dieu d'Amur – ahol a király két lánytestvére talált menedéket – és a Buffaventói vár tudott ellenállni neki.
Az egyházi hierarchia miatt, és mert a Templomos Lovagrend a nemességet támogatta, a Német Lovagrend és az Ispotályos Lovagrend Filangieri oldalára állt. A régensi címe általánosan elismert volt, de konkrét hatalmát nagy mértékben behatárolták a Jeruzsálemi határozatok és a Nemesi Tanács. Központja Türoszban volt és élvezte V. Bohemond antiochiai herceg és Tripoli grófjainak hűségét. Ezen felül ő tartotta kezében a Szent Várost is, amit Frigyes visszafoglalt a szaracénoktól. Amíg az Ibelinek vezették az ellenzéket, addig Filangieri számíthatott azok ellenségeire is. Az itáliai városok szintén megoszlottak a két tábor között. Pisa támogatta Filangierit, Genova pedig az Ibelineket. Az Ibelinek birtokolták Bejrútot, Arsufot és Caesareát, valamint Akkont is. 1231-ben Akkon polgárai kommunát alapítottak az egyházi elöljáróikkal, hogy egyesítsék erőiket Filangieri ellen. 1232-ben Ibelin Jánost választották meg ezen szövetség vezetőjének.
Az első jelentős csata Casal Imbertnél zajlott 1232 májusában, ahol Filangieri legyőzte az Ibelineket: éjjel kitört Türoszból, rajtaütött az Ibelin pártiak táborán és vereséget mért rájuk. Ibelin János nem volt jelen, a fiatal Henrik király pedig épphogy megmenekült. Ezt követően Filangieri Ciprusra hajózott, csatlakozott a Szent Hilariónt ostromló Barlaishoz, egyesítve erejét az ottani lombard csapatokkal.
A szárazföldön ragadt ciprusiak mindent megtettek szigetük visszafoglalására. Henrik ciprusi birtokokat ígért azoknak, akik csatlakoznak hozzá, a genovaiaknak pedig adómentességet és városnegyedet ígért Nicosiában, Famagustában és Páfoszon ha segítik a vállalkozást. János és Henrik csapatai élén május 30-án hajózott ki Akkonból. Noha a császáriak serege többször akkora volt mint a ciprusi sereg, a ciprusiaknak sikerült partra szállni Famagustában, míg a császáriak folyamatosan hátráltak az általuk továbbra is ostromlott Szent Hilarión felé. Végül a császáriak – részben annak köszönhetően hogy rosszul választották meg a csata helyszínét – az Agridi csatában vereséget szenvedtek, és Szent Hilarión felszabadult. Filangieri – akinek hatalma nullára csökkent a szigeten – Kirénia várába menekült. A vár tíz hónapnyi ostrom után 1233 áprilisában megadta magát – azt követően, hogy a genovaiak újabb segítségével sikerült teljes tengeri blokád alá vonni. Filangierinek és Barlaisnak még volt alkalma Türoszba menekülni. A felek megegyezése nyomán a vár védői szabadon távozhattak és fogolycserére került sor Türosz és Ciprus között. Ezzel Ciprus Henrik fennhatósága alá került.
Ibelin János 1236-os halálakor a harcot fia, Barlisan, folytatta tovább. 1239-ben Montforti Fülöp szerezte meg a vezetést Jeruzsálem felett.
1241-ben a nemesek felajánlották Akkon trónját Simon de Montfortnak, Leicester grófjának, Montfort Fülöp unokatestvérének, és házasság révén mind a Hohenstauf-ház, mind a Plantagenet-ház rokonának. Ő azonban sohasem fogadta el. 1242/43-ban Konrád deklarálta a hatalmát és június 5-én a Nemesi Tanács régensségét felváltotta Champagne-i Aliz ciprusi királyné, I. Hugó ciprusi király özvegyének és I. Izabella jeruzsálemi királynő lányának régenssége. Aliz azonnal megkezdte uralkodását, Konrádot mellőzve, aki eközben Itáliában tartózkodott, és visszafogta Filangierit. Hosszú ostrom után Türosz is elesett június 12-én. Az Ibelinek elfoglalták a citadellát július 7/10-én, Aliz segítségével, akinek a seregei június 15-én érkeztek meg. Egyedül az Ibelinek voltak képesek megnyerni a háborút.